# 黑幫仇殺
黑幫仇殺是指兩個或以上的黑社會或三合會組織互相攻擊的暴力事件。黑幫仇殺是小型戰爭，往往發生在兩隊黑社會的利益衝突及地盤控制衝突中出現。黑幫仇殺一般涉及街頭暴力、刀是小型戰爭，往往發生在兩隊黑社會的利益衝突及地盤控制衝突中出現。在2006年，洛杉磯有百分之 58 的兇殺案都跟黑社會仇殺有關。